# Sophie Tapie
Pour les articles homonymes, voir Tapie.
Sophie Tapie, née le 20 février 1988 dans le 12e arrondissement de Paris, est une chanteuse et une comédienne française.

## Biographie
Née le 20 février 1988 à Paris, Sophie Calypso Tapie est la fille de Bernard Tapie et de Dominique Tapie née Mialet-Damianos, d'origine grecque, mariés à Corfou le 23 mai 1987. Elle a un frère, Laurent Tapie, né en 1974, un demi-frère né en 1969, Stéphane, et une demi-sœur née en 1966, Nathalie, dont la mère est Michèle Layec, la première épouse de Bernard Tapie. Elle joue son tout premier rôle à la télévision dans la série Commissaire Valence (2004), dont le rôle principal est joué par son père. En 2004, elle intègre l'école de théâtre Cours Eva Saint-Paul à Paris. En 2006, elle part à Londres pour intégrer l'école Arts Educational Schools (en).
En 2008, de retour en France, elle joue dans la pièce comique Oscar au théâtre du Gymnase, aux côtés de Bernard Farcy et Chantal Ladesou, pour retrouver quelques années plus tard son père sur les planches à ses côtés.
En 2010, elle devient animatrice sur la chaîne 13e rue.
Elle est candidate en 2012 à la saison 2 de The Voice : la plus belle voix sur TF1.
En 2014, elle apparaît dans le film 24 Jours d'Alexandre Arcady, sur l'affaire Ilan Halimi, où elle joue le rôle du lieutenant Vogel.
En 2015, sort son premier album de musique country : Sauvage.
En 2018, sortie du single We Love.
En 2021, sortie du single L' amour en solde Feat Jok'air.
En 2021 sortie du single Le Phoenix chanson composée en soutien à son père alors malade du cancer.
En 2022, sortie du single Pas vu pas pris.
Le 24 juillet 2022, elle chante La Marseillaise en ouverture du Grand-Prix de France de Formule 1.
Elle agit pour la protection animalière et a même adopté plusieurs animaux. Elle pratique aussi l'équitation. Elle a notamment participé au Jumping de Chantilly à l'hippodrome de Chantilly

## Vie privée
De 2007 à 2009, elle a été en couple avec le chanteur Jérémy Chapron.
Le 20 août 2020, Sophie Tapie, épouse un entrepreneur, Jean-Matthieu Marinetti à Saint-Tropez, le couple se sépare en mai 2022. En juillet 2022, elle officialise sa relation avec le joueur de rugby Baptiste Germain. Ils ont deux enfants, César né le 27 janvier 2024 et Héléna née le 6 février 2025.

## Filmographie

### Télévision
- 2004 : Commissaire Valence :
- 2012 : Le Jour où tout a basculé (épisode 167 saison 2) : Audrey

### Cinéma
- 2014 : 24 Jours d'Alexandre Arcady : lieutenant Vogel

## Théâtre
- 2008 : Oscar[3] de Claude Magnier, mise en scène Philippe Hersen au théâtre du Gymnase - Julie Barnier

## Discographie

### Album studio
- 2015 : Sauvage
- 2021 : 1988
- 2022 : 1988  renaît de ses cendres

### Singles
- 2015 : Noël Lachance (tel est mon destin)
- 2015 : Des milliards de petits corps
- 2015 : J’envoie en l’air
- 2018 : We Love
- 2020 : Malaisant
- 2021 : L’amour en solde (avec Jok’Air)
- 2022 : Pas vu pas pris

## Activités médiatiques

### Participante
- 2025 : Les Traîtres (saison 4) sur M6[12]